# Let's Spend the Night Together
〈Let's Spend the Night Together〉는 믹 재거와 키스 리처즈가 작곡한 곡으로, 롤링 스톤스가 1967년 1월 〈Ruby Tuesday〉과 함께 더블 A-사이드 싱글로 발매한 곡이다. 그것은 또한 그들의 음반 《Between the Buttons》의 미국 버전에 오프닝 트랙으로 등장한다. 이 곡은 1973년 데이비드 보위를 포함한 다양한 아티스트들이 커버해 왔다.

## 녹음
이 곡은 1966년 12월 캘리포니아주 할리우드의 RCA 레코드 스튜디오에서 녹음되었는데, 이 곳에서 이 그룹은 1965년~1966년 히트곡 대부분을 녹음했다. 녹음 엔지니어 글린 존스는 〈Let's Spend the Night Together〉를 믹싱하면서 올덤은 손가락을 클릭해 어떤 소리를 내려고 하고 있었다고 말한다. 두 명의 경찰관이 나타나서 현관문이 열려 있고 모든 것이 괜찮은지 확인하고 있다고 말했다. 처음에 올덤은 손가락을 부러뜨리는 동안 이어폰을 잡아달라고 했지만 존스는 더 나무음이 필요하다고 말했다. 경찰관들은 그들의 경찰봉을 제안했고 믹 재거는 노래 시작 1분 40초 만에 조용한 휴식시간 동안 들을 수 있는 박자 같은 소리를 녹음하기 위해 스튜디오로 터너를 가져갔다.